# استان بن عروس
استان بن عَروس (به عربی: ولایة بن عروس) یکی از ۲۴ استان کشور تونس است.
جمعیت این استان ۵۰۶ هزار نفر و مرکز آن شهر بن عروس است.